# ليبوكوريو (بيلا)
ليبوكوريو (Λιποχώριο) هي مدينة في بيلا في مقاطعة فوريا إلادا في اليونان.